# Kamionka (Pogórze Ciężkowickie)
Kamionka (517 m n.p.m.) – szczyt na Pogórzu Ciężkowickim, w Paśmie Brzanki.
Kamionka leży pomiędzy Ostrym Kamieniem a Gilową Górą, na północ od wsi Żurowa w gminie Szerzyny. Na południowym stoku Kamionki znajdują się przysiółki sołectwa Żurowa: Dobrocin oraz Podlesie.
Przez południowe zbocze Kamionki przebiega pieszy szlak turystyczny:
- Siedliska – Nosalowa – Brzanka – Ostry Kamień – Kamionka – Gilowa Góra – Rysowany Kamień – Liwocz – Kołaczyce, pozostający pod opieką Oddziału PTTK Ziemi Tarnowskiej[1].

Szczyt Kamionki pokryty jest lasem mieszanym, z przewagą buku i jodły. Jednak odcinek szlaku w rejonie Dobrocina, prowadzący granicą lasu i pól uprawnych, odznacza się dużymi walorami krajobrazowymi, z panoramami Pogórza Ciężkowickiego.